# Lake Kanono
Der Lake Kanono ist ein Dünensee im Kaipara District der Region Northland auf der Nordinsel von Neuseeland.

## Geographie
Der Lake Kanono befindet sich an dem südöstlichen Ende der Landzunge, die den nördlichen Teil des Kaipara Harbour von der Tasmansee trennt. Der Kaipara Harbour ist rund 2,7 km östlich zu finden und bis zu den stetig südsüdöstlich vorbeiziehenden Wässern des Kaipara Entrance sind es rund 2,15 km. Der 74,2 Hektar große See erstreckt sich über eine Länge von 1,245 km in Nordnordwest-Südsüdost-Richtung und misst an seiner breitesten Stelle rund 790 m in Westsüdwest-Ostnordost-Richtung. Der Umfang des Sees misst rund 5,1 km. In den See hinein ragen zwei 220 m und 370 m lange, nebeneinander liegende und von Osten kommende Landzungen.
Der Lake Kanono verfügt über keine regulären Wasserzu- bzw. abgänge in Form von Flüssen oder Bächen. Die Wasserzugänge seines 4,342 km² Wassereinzugsgebietes erfolgen über Oberflächen- und Grundwässer der angrenzenden Weideflächen und Kiefernwälder. Die Wasserzuläufe teilen sich in 57 % Niederschlag, 42 % Oberflächenzufluss und 2 % Grundwasserzufluss auf. Die maximale Wassertiefe des Sees beträgt 15,6 m, wobei der Seelevel über das Jahr hin um 1,87 m schwankt und die Fläche sich bis auf 80,42 Hektar ausdehnen kann. Die Höhe des Sees, gemessen gegenüber der Höhe des Meeres, schwankt dann von ca. 43,5 m bis 45,37 m.